# Jacques-Charles Dupont de l'Eure
Jacques-Charles Dupont de l'Eure (Le Neubourg, Eure, 27 de febrero de 1767 - Rouge-Perriers, Eure, 2 de marzo de 1855) fue un político francés. Participó en la revolución de 1830, fue ministro de Justicia y en 1848 fue nombrado presidente del gobierno provisional.
Los Dupont (de l'Eure) son una familia de burgueses rurales. Durante varias generaciones, han trabajado en oficios específicos de su región, vinculados al comercio de la carne (los rebaños se transportan desde el País de Auge a París a través de Le Neubourg). Convertido en un comerciante opulento, el bisabuelo de Jacques-Charles, el comerciante de bueyes Jean Dupont, se casó con una de las hijas del fiscal de Neubourg. Jacques-Charles Dupont de l'Eure se casó con Elisabeth Pauline Mordret, hija de un abogado, alguacil de Igoville y fiscal de distrito de Louviers . La pareja tuvo dos hijos: Pauline Dupont de l'Eure (1819-1893), sin alianza ni posteridad, y Charles Dupont de l'Eure (1822-1872), que era politécnico y diputado electo.
| Predecesor: Luis Felipe I (Rey de los franceses) Adolphe Thiers (Jefe de gobierno) | Jefe de Estado de Francia 1848 (14 de febrero - 9 de mayo) | Sucesor: François Arago |